# Flemming Kühl
Flemming Per Kühl (* 19. März 1998) ist ein deutscher Unihockeyspieler und Nationalspieler.

## Karriere
Ausgebildet wurde Kühl beim TSV Tetenbüll, wo er in sämtlichen Jugendmannschaften und als Trainer aktiv war. In der Saison 2014/15 und 2015/16 spielte er für die ETV Piranhhas Hamburg in der 1. Floorball-Bundesliga. Zu Beginn der Saison 2016/17 wechselte Flemming Kühl zum Schweizer NLA-Verein SV Wiler-Ersigen und spielte dort in der U21. Von dort wechselte Kühl im Sommer 2017 zurück nach Hamburg zum ETV, wo er bis zur Saison 2020/21 spielte. Darauf folgten zwei Saisons beim NLA-Verein HC Rychenberg. Seit Beginn der Saison 2023/2024 spielt Kühl wieder beim ETV.

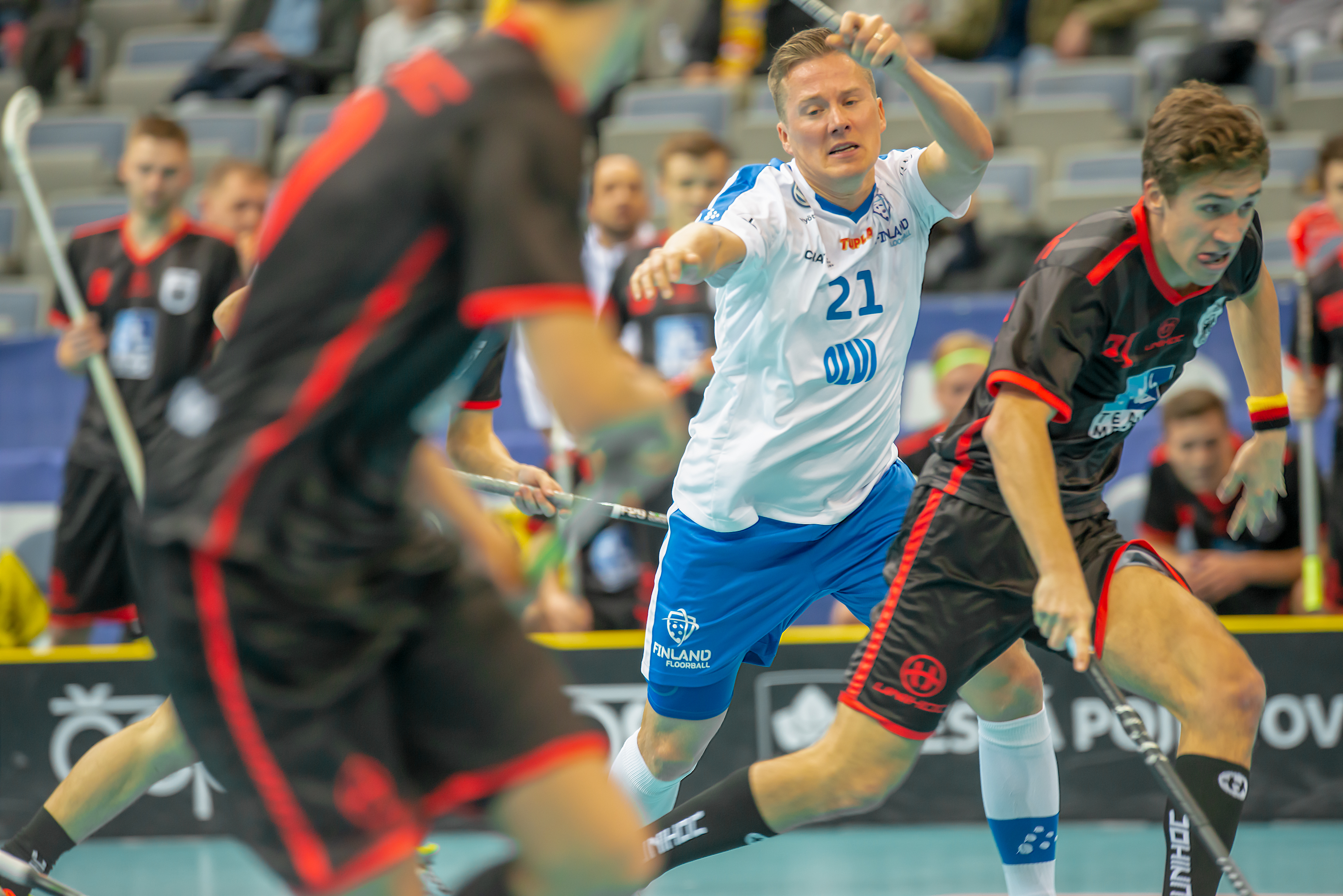
Kühl (ganz rechts) bei der Floorball-WM 2018 gegen Finnland

Seit 2018 spielt Flemming Kühl in der deutschen Nationalmannschaft. Zuvor war er in der U19-Nationalmannschaft aktiv.

## Floorballzone17
Flemming Kühl betreibt den Kanal Floorballzone17 kurz FZ17.